# アランフエス条約 (1752年)
アランフエス条約（アランフエスじょうやく、スペイン語: Tratado de Aranjuez）は、1752年6月14日に、オーストリア、スペイン、サルデーニャ王国の間で締結された条約。
条約により、三国はお互いの関係を正常化し、イタリアにおける現状を承認した。これにより、イタリアは向こう40年間平和になった。